# Fernando Melani

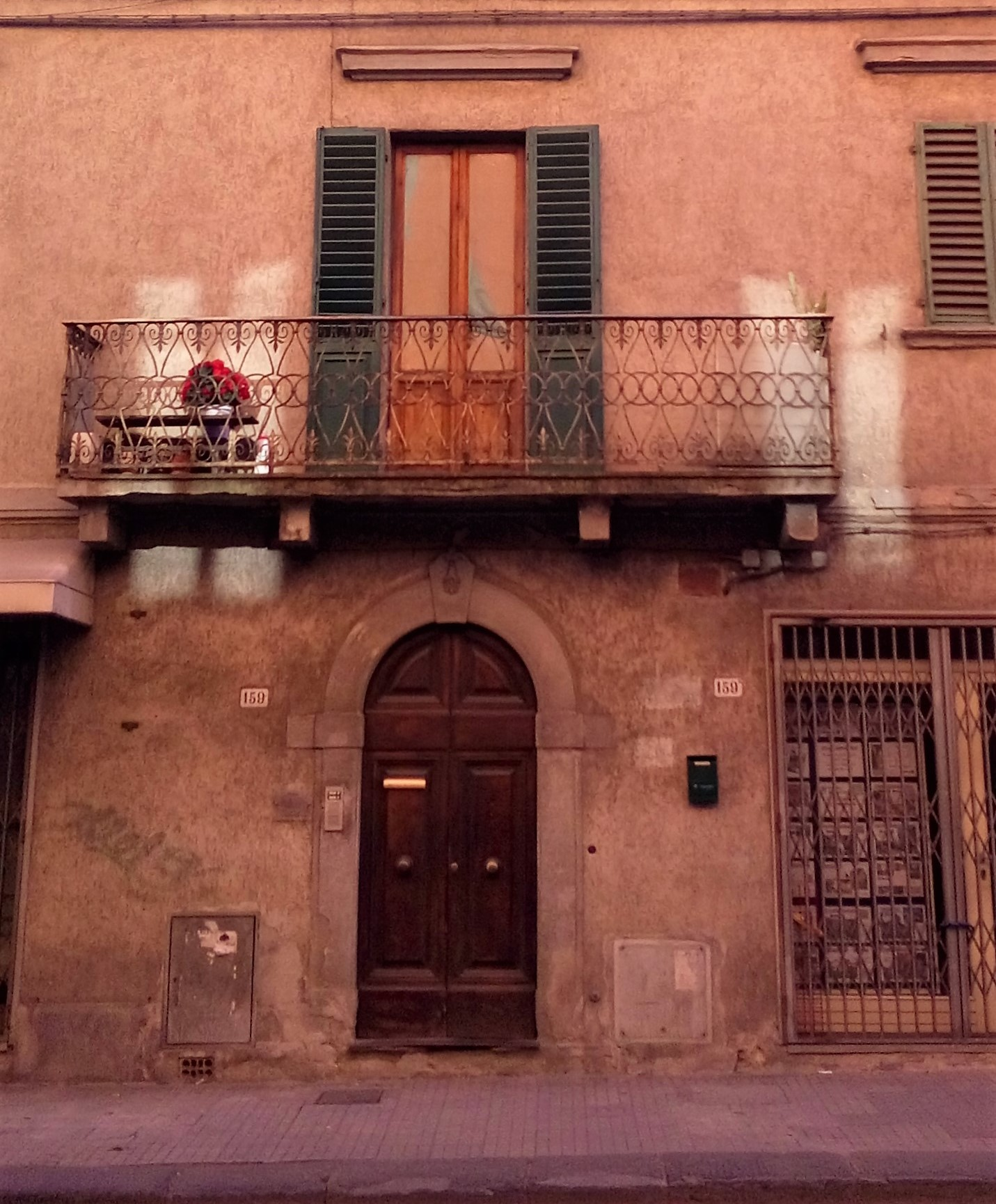
Pistoia Corso Gramsci,158 la casa studio di Fernando Melani

Fernando Melani (San Piero di Agliana, 25 marzo 1907 – Pistoia, 28 marzo 1985) è stato un pittore e scultore italiano aderì alla pittura astratta.

## Biografia
Considerato "il primo artista-scienziato del dopoguerra e l'ultimo del millennio", Fernando Melani nasce nel 1907 a San Pietro di Agliana, in Toscana. Si è interessato all'arte solo nel 1945, subito dopo la seconda guerra mondiale, quando cominciò ad avvicinarsi alla pittura e ad osservare l'amico Alfiero Cappellini dipingere i paesaggi all'aria aperta. Le sue prime opere sono nello stile del pittore del primo Novecento, e si dedicò al paesaggio. Ma dopo poco ha iniziato a seguire la pittura astratta.
Nel 1953 ha pubblicato Davanti alla pittura, un testo che ha descritto come le opere d'arte astratta sono da intendersi. 
Da autodidatta ha realizzato la sua grande opera artistica nell'isolamento della sua casa studio in Corso Gramsci a Pistoia 1945-1985 e ha progettato la casa. Questa, molto spesso confusa come un'opera d'arte-ambiente, diviene il punto di partenza per quella che l'artista stesso definì "la strana attività artistica" nella quale iniziò a tenere ogni sperimentazione, ogni testo, ogni analisi senza buttare via mai niente: tutt'oggi i grandi insiemi di materiali studiati e usati da Melani sono osservabili nella Casa-studio, posizionati e mai spostati nelle stanze come filo ininterrotto della sua sperimentazione tra già fatto e da farsi. L'arte di Melani, infatti, non può essere considerata solo una proiezione delle proprie idee con lo scopo di suscitare emozioni nel mondo interiore degli osservatori (come l'arte astratta si prefigura di fare); lo scopo artistico di Melani era la manifestazione e la risonanza dell'energia che l'artista sentiva e studiava in sé e nel mondo che lo circondava. Nel 1961 partecipa alla Mostra internazionale d'Arte Astratta nella Galleria Nazionale di Pistoia curando l'allestimento con l'intervento del vivaismo locale.
Nel 1963 presenta il testo Astratto vecchio, nuovo e oltre, 1, presso la Saletta Jolly di Pistoia.
Nel 1964 personale presso il Circolo della Cultura di Pistoia e presentazione del testo Astratto vecchio, nuovo e oltre, 2.  In quell’occasione conosce l’artista Gianfranco Chiavacci, anch'egli interessato al rapporto fra arte e scienza, con il quale instaurerà una ventennale amicizia e un proficuo scambio intellettuale caratterizzato da profonda e reciproca stima. 
Nel 1967 tiene la sua prima mostra personale alla Galleria Numero di Fiamma Vigo a Milano con un catalogo di Carla Lonzi.
Nel 1970, costruito ed ha progettato il primo piano della sua casa con soggiorno, tra il 1980 al 1981 si è concentrato sulla lavanderia e la Biblioteca. Le pareti e i soffitti sono decorati con fili e una varietà di materiali e le sue immagini sono posizionati in tutta la casa.
La sua attività speciale era il collaudo di materiali e le considerazioni teoriche, che sono memorizzati in molti documenti scritti.
La casa studio di Fernando Melani viene acquistata nel 1987 dal Comune di Pistoia e riaperta al pubblico nel 1998 dopo un lungo restauro costituisce un esempio di opera totale e documenta l'esperienza artistica dell'artista.
Nel 1990 hanno organizzato una grande retrospettiva del suo lavoro al Palazzo Fabroni a Pistoia.

## Mostre
- 1950 Prima Mostra Provinciale degli artisti pistoiesi, Pistoia, Accademia degli Armonici
- 1951 Mostra d'arte figurativo, Rassegna Settembre Culturale Pistoiese, Pistoia
- 1954 Mostra personale, Firenze, Galleria Numero
- 1955 II Mostra di Arti Figurative, Montevarchi, Stanze Ulivieri
- 1956 Melani e Chiò (Ernesto Galeffi), Firenze, Galleria Numero Prima mostra completa della collezione Numero di Fiamma Vigo, a cura di Comune di Pistoia-Museo Civico, Pistoia, Museo Civico
- 1960 Mostra d'Arte astratta (con R. Band, A. Cappellini, L. Landini, A. Natalini), Pistoia, Università popolare
- 1961 Mostra internazionale d'Arte Astratta, Pistoia, Galleria Nazionale
- 1963 Mostra collettiva, Pistoia, Saletta Jolly
- 1964 Mostra personale, Pistoia, Circolo di Cultura, corso Gramsci 144
- 1965 Mostra collettiva con Gianfranco Chiavacci, C. Lupetti Firenze sezione culturale Flog
- 1967 Mostra personale, Milano, Galleria Numero
- 1972 Mostra personale, Milano, Galleria Arte Borgogna
- 1972 Documenta 5 Kassell, Museum Fridericianum
- 1973 Firenze verifica XXI premio del Fiorino, Firenze Fortezza da Basso
- 1973 Pistoia anche, mostra collettiva, Pistoia, Galleria La Porta Vecchia
- 1974 Mostra personale e presentazione della cartella Arcobaleno I, Milano, Galleria Arte Borgogna
- 1974 Presentazione della cartella, arcobaleno Pistoia, Galleria Vannucci
- 1976 Mostra personale Progetto di lettura globale, Pistoia, Galleria Studio d'Arte La Torre
- 1976 Mostra personale con lavori dal 1951 al 1976, Pistoia, Galleria Vannucci
- 1976 Mostra personale Progetto di lettura globale in "Città di Vinci. Arte Cronaca". Attività artistiche in Toscana 1973-'75, Vinci, Centro museografico-promozionale d'arte contemporanea, Biblioteca comunale, Castello dei conti Guidi e spazi decentrati
- 1976 Arte non arte, mostra personale, Pistoia, Studio La Torre
- 1979 Mostra personale, Milano, galleria Arte Borgogna
- 1979 Mostra personale I Bianchi, Pistoia, Galleria Studio d'Arte La Torre
- 1979 Mostra collettiva (con L. Fabro, R. Ranaldi), Firenze, Galleria Vera Biondi
- 1982 Biciclette e Retrospettiva dei dipinti dal 1954 al 1963, Pistoia, Galleria Studio d'Arte La Torre
- 1985 Retrospettiva, a cura di A. Vezzosi, Firenze, Salone di Villa Romana, e Vinci, Museo Réverie
- 1986 Retrospettiva, San Piero Agliana, Pistoia
- 1990 Fernando Melani, La casa, le esperienze, gli scritti, a cura di Bruno Corà, Pistoia, casa-studio di Fernando Melani
- 1991 Mostra retrospettiva antologica, New York, Istituto Italiano di Cultura New York (Park Avenue) e Galleria Salvatore Ala (Broadway)
- 1996 Fernando Melani (e gli amici di Fernando Melani) (con R. Barni, V. Berti, S. Beragnoli, M. Biagi, A. Boetti, U. Buscioni, E. Castellani, G. Chiari, G. Chiavacci, L. Fabro, D. Giuntoli, L. Landini, M. Nigro, G. Paolini, M. Pistoletto, R. Ranaldi, G. Ruffi, S. Simoncini, G. Ulivi), Pistoia, Galleria Vannucci
- 2001 L'immagine e la parola. Piero Santi e l'arte a Firenze dal 1950 al 1975, a cura di V. Bartoloni, A. Mennucci, San Gimignano, Musei Civici
- 2002 Continuità, Arte in Toscana 1945-1967.a cura cli A. Boatto, Firenze, Palazzo Strozzi
- 2002 Continuità. Arte in Toscana 1968-1989, a cura di D. Soutif, Pistoia. Palazzo Fabroni
- 2002 Continuità, Arte in Toscana e collezionismo del contemporaneo in Toscana 1990-2000, a cura di J. C. Amman, Prato, centro per l'Arte Contemporanea Luigi Pecci
- 2002 Exempla 2, arte italiana nella vicenda 1960-2000, a cura di Bruno Corà, Teramo" Pinacoteca Civica e siti urbani
- 2003 Fiamma Vigo e Numero, Una vita per l'arte, a cura di R. Manno Tolu, M. G. Messina, Firenze, Archivio di Stato
- 2004 Sonde, a cura di Bruno Corà, Pistoia, Palazzo Fabroni.
- 2005 Il mirino fotografico di Fernando Melani. Un nuovo continuo dello spazio, a cura di D. Giuntoli, Pistoia, casa-studio di Fernando Melani
- 2006 La donazione di Donatella Giuntoli - Selezione 7, Pistoia, casa-studio di Fernando Melani
- 2006 XXII Biennale internazionale di scultura di Carrara, a cura di Bruno Corà, Carrara, Museo della Scultura
- 2006 Percorsi della Figurazione a Pistoia. Dalle antologie clella Circoscrizione 2 alle opere recenti, a cura di N. Miceli, S. Simoncini, Pistoia, Sale affrescate, Palazzo comunale
- 2007 La donazione di Donatella Giuntali - selezione 2. Pistoia, casa-studio di Fernando Melani
- 2008 2009 /italics/ arte. italiana fra tradizione e rivoluzione. 1968-2008" a cura di Francesco Bonami, Venezia, Palazzo Grassi